# Granja (Ceará)
Granja é um município brasileiro do estado do Ceará. Localiza-se na margem esquerda do Rio Coreaú, microrregião do Litoral de Camocim e Acaraú, mesorregião do Noroeste Cearense. A cidade faz divisa com as cidades de Bela Cruz, Barroquinha, Camocim, Chaval, Marco, Martinópole, Moraújo, Senador Sá, Tianguá, Uruoca, Viçosa do Ceará (e estado do Piauí).
Localiza-se a uma latitude 03º07'13" sul e a uma longitude 40º49'34" oeste, estando a uma altitude de 10 metros. Sua população estimada em 2020 era de 52.962 habitantes. Possui uma área de 2.698 km². Tem em seu território o açude Gangorra, cujo volume é de 62,5 mil m³. É o município com o segundo menor índice de desenvolvimento humano do Ceará.

## História
Granja, anteriormente chamada de Santa Cruz do Coreaú ou Macaboqueira, segundo os historiadores, recebeu esta última denominação por ser habitada por índios e os primeiros colonizadores terem encontrado forte resistência da parte dos indígenas, que foram chamados caboclos maus ou maus caboclos.
A origem do atual nome do município, consoante versão corrente, inclusive do historiador Eusébio de Sousa, é genuinamente portuguesa, tendo afinidade com a freguesia de São Brás da Granja, do Conselho de Mourão, distrito de Évora adjacência da margem esquerda do Rio Fuadelim em Portugal, vez que o colonizador tinha como critério, além mar, adotar nominação pátria nas regiões onde se localizava.
Em 2022, o poder público reconheceu a emancipação de Granja a partir de 1776, mudando a lei orgânica e indicando o dia 27 de junho como aniversário do município, por emenda 02/2022, de 20 de abril de 2022.

## Clima
Tropical com Precipitação média de 1257 mm com chuvas concentradas de janeiro a maio.

## Filhos ilustres
- Ver Biografias de granjenses notórios